# 復旦大学付属中学
復旦大学附属中学（ふくたんだいがくふぞくちゅうがく、簡体字: 复旦大学附属中学、繁体字: 復旦大學附屬中學、英語名: High School Affiliated to Fudan University、略称:FDFZ）は、上海にある国立寄宿高校で、復旦大学の付属中学校（日本における高等学校相当）である。

## 概要
上海随一の名門大学、復旦大学の附属高校。創立は1950年で、在校生は約1,500名規模、教師陣は120名。学校はアメリカ、イギリス、ドイツ、日本、オーストラリアなどの高校と広範囲に及ぶ交流がある。 毎年、卒業生の70％近くが、復旦大学、清華大学、北京大学、上海交通大学、華東師範大学、同済大学、浙江大学など、中国のトップ大学に進学している。 また毎年全体生徒の4分の1の生徒が留学していてその留学先はアメリカのハーバード大学やエール大学、シカゴ大学、イギリスのオックスフォード大学やケンブリッジ大学に進む生徒もいる。他にもプリンストン大学、スタンフォード大学、MIT、日本の大学では東京大学、早稲田大学、慶応義塾大学、上智大学などに進学する生徒もいる。

## 沿革
創立は1950年で、創立当初は「華東人民革命大学付設農工速成中学」と呼ばれていた。在校生は約1,500名規模、教師陣は120名。
1950年9月     東中国人民革命大学付属の工農速成中学校が上海の宝山路584番地に設立。
1952年初頭    学校は蘇州の平門里北塔（東中国人民革命大学の跡地）に移転。
1953年1月　 復旦大学付属工農中学校に改称。 同年2月、蘇州から現在の上海の国権路383号に移転。
1958年8月　　復旦大学工農預科に改名。
1959年6月   復旦大学預科に改名。
1962年12月  上海教育省と復旦大学の指導の下、正式に復旦大学附属中学に改名。
上海市重点中学に指定。
2002年　　  復旦大学附属中学校国際中国学部が設立。
2006年     復旦大学附属中学校国際部が正式に設立、英語科と中国語科が設けられる。
2012年　   上海浦東復旦附属中学校が設立。
2015年　   復旦大学附属青浦分校が設立。
2018年　   中国卓越高中連盟に加盟。
2019年     国際部の中国語科廃止。